# Осимо
Осимо (итал. Ossimo) је насеље у Италији у округу Бреша, региону Ломбардија.
Према процени из 2011. у насељу је живело 595 становника. Насеље се налази на надморској висини од 874 м.

## Становништво
Према резултатима пописа становништва 2011. у општини је живело 1.442 становника.
| 1931. | 1936. | 1951. | 1961. | 1971. | 1981. | 1991. | 2001. | 2011. |
| ----- | ----- | ----- | ----- | ----- | ----- | ----- | ----- | ----- |
| 1.218 | 1.231 | 1.381 | 1.368 | 1.248 | 1.315 | 1.367 | 1.434 | 1.442 |